# 하을춘
하을춘(河乙春, 1903년 11월 8일 경남 창녕 ~ 1978년 7월 13일)은 관료 출신으로 제3대 국회의원을 지낸 대한민국의 정치인이다.

## 약력
- 창녕보통학교 졸업
- 창녕군 내무과장
- 경남 학무국 학사행정과장
- 경남 내무국 회계과장
- 창녕군수
- 부산시 내무ㆍ지방과장
- 경상남도 문교사회국장

## 역대 선거 결과
|  | 47.20% |

|  | 37.31% |

|  | 1.94% |